# Homolepis
Homolepis Chase é um género botânico pertencente à família Poaceae.